# NGC 4998
NGC 4998 est une galaxie spirale relativement éloignée et située dans la constellation des Chiens de chasse. Sa vitesse par rapport au fond diffus cosmologique est de 9 084 ± 24 km/s, ce qui correspond à une distance de Hubble de 134,0 ± 9,4 Mpc (∼437 millions d'al). NGC 4998 a été découverte par l'astronome germano-britannique William Herschel en 1789.
En raison d'une brillance de surface égale à 14,14 mag/am2, on peut qualifier NGC 4998 de galaxie à faible brillance de surface (LSB en anglais pour low surface brightness). Les galaxies LSB sont des galaxies diffuses (D) avec une brillance de surface inférieure de moins d'une magnitude à celle du ciel nocturne ambiant.